# Methanosarcina
Genre
Espèces de rang inférieur
- M. acetivorans
- M. baltica
- M. barkeri
- M. lacustris
- M. mazei
- M. semesiae
- M. siciliae
- M. thermophila
- M. vacuolata

Methanosarcina est un genre d'archées méthanogènes anaérobies dont les espèces sont parmi les seules connues à pouvoir produire du méthane par les trois modes de la méthanogenèse.
La plupart des méthanogènes, dits hydrogénotrophes, produisent en effet le méthane CH4 par réduction du dioxyde de carbone CO2 à l'aide de dihydrogène H2, d'autres, dits acétotrophes, utilisent l'acétate CH3COO– par méthanogenèse acétotrophe, et les espèces du genre Methanosarcina sont également capables de métaboliser des composés organiques à un atome de carbone tels que le méthanol CH3OH, le méthanethiol CH3SH et la méthylamine CH3NH2 — elles sont dites méthylotrophes. Ces espèces sont par conséquent physiologiquement très diversifiées et présentes dans un très grand nombre d'environnements, allant des tas d'ordures aux eaux d'égouts en passant par les cheminées hydrothermales profondes et les eaux souterraines, ainsi que dans l'appareil digestif de nombreux ongulés (vaches, moutons, chèvres et cerfs) et jusque dans le tractus gastro-intestinal humain.
Le genre Methanosarcina présente également la particularité d'avoir des génomes de grande taille : M. acetivorans possède le plus grand génome archéen connu en 2011, avec 5 751 492 bp, suivi de près par celui de M. mazei, avec 4 096 345 bp. Ces organismes sont en outre capables de différenciation cellulaire,.
L'apparition de Methanosarcina et de la capacité de ces espèces à produire de grandes quantités de méthane a parfois été proposée pour expliquer l'extinction Permien-Trias survenue il y a environ 252 millions d'années.